# 대한민국 철도청 4300호대 디젤 기관차
4300호대 디젤 기관차는 4000호대 디젤 기관차 5량을 여객 운행에 사용하기 위해서 개조한 디젤 기관차이다. 현재 5량 모두 대한민국에서 퇴역하였다.

## 현황
모두 5량이 4000호대 디젤 기관차로부터 개번되었으나 현재 대한민국에서 모두 퇴역하였다. 일부 차량이 미국에 매각되었으며, 1량이 민간에 고철 매각되었다.
| 차호   | 시리얼 | 도입 시기   | 운행 중단 시기 | 비고 |
| ------ | ------ | ----------- | -------------- | --- |
| 4301호 | 28368  | 1963년 10월 | 1998년         | 구 4011호에서 개번. 미국으로 수출되었으나 미국 일리 노이주 마운트 버논 NRE 기지에서 방치 중이였으나 고철 매각되었다. |
| 4302호 | 28369  | 1963년 10월 | 1998년         | 구 4012호에서 개번. 미국으로 수출 매각되어 재생 후 칠레에서 운행하였으나 만료되었고 고철 매각되었다.                 |
| 4303호 | 28370  | 1963년 10월 | 1998년         | 구 4013호에서 개번. 미국으로 수출 매각되어 재생 후 칠레에서 운행하였으나 만료되었고 고철 매각되었다.                 |
| 4304호 | 28371  | 1964년 1월  | 1998년         | 구 4014호에서 개번. 미국으로 수출 매각되어 재생 후 칠레에서 운행하였으나 만료되었고 고철 매각되었다.                 |
| 4305호 | 28372  | 1964년 1월  | 1998년         | 구 4015호에서 개번. 대구광역시 팔공산에서 열차카페로 운영되었으나, 현재 고철 매각되었다.                             |